# Santo Niño de Atocha (Guerrero)
Santo Niño de Atocha es una localidad del estado mexicano de Guerrero. Es parte del municipio de Tlapehuala.

## Toponimia
El nombre de la población hace referencia al santo patrono de la localidad: El Santo Niño de Atocha.

## Demografía
| Gráfica de evolución demográfica |
|                                  |

| Censo | Población |
| ----- | --------- |
| 1950  | 141       |
| 1960  | 184       |
| 1970  | 495       |
| 1980  | 589       |
| 1990  | 854       |
| 2000  | 972       |
| 2010  | 923       |
| 2020  | 1 008     |